# Тухольские боры
Тухо́льские боры́ (пол. Bory Tucholskie) — крупный лесной массив в районе города Тухоля на севере Польши, в междуречье Брды и Вды. Здесь расположен Национальный парк «Тухольские боры», включённый в 2010 году в программу ЮНЕСКО «Человек и биосфера».

## Ландшафт

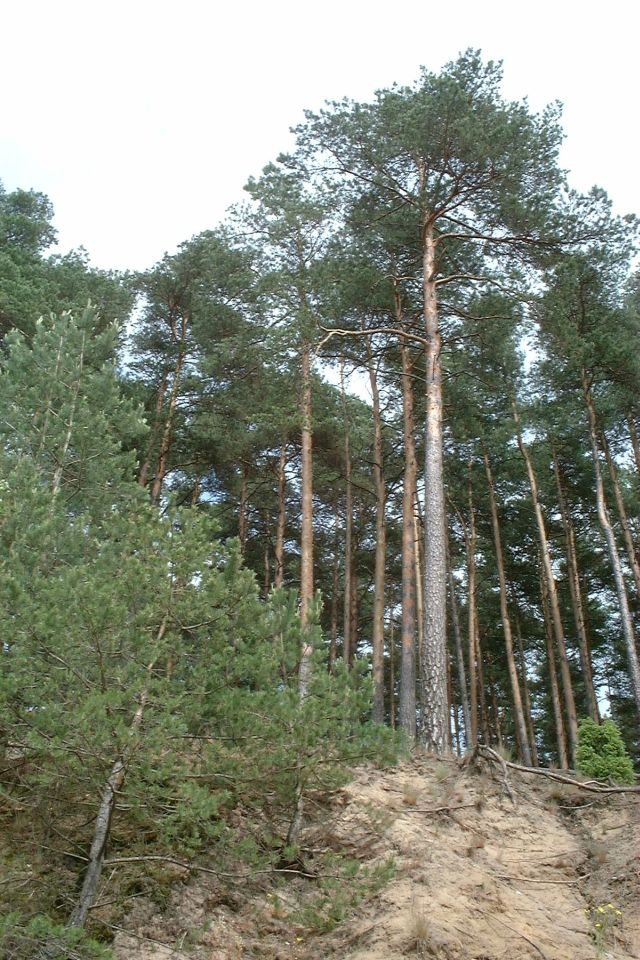
Деревья в Национальном парке

Регион сформировался в течение последнего ледникового периода. Преимущественно состоит из невысоких холмов и более чем 900 послеледниковых озер. Площадь леса около 3200 км², что делает его одним из самых больших лесных массивов в Польше и Центральной Европе. С 1996 года, часть территории площадью 46,3 км² была обособлена в Национальный парк «Тухольские боры». Примерно 30 % территории заселено народностью Kociewiacy. Крупнейшие города на территории — Тухоля и Черск.

## История
Во времена Германской империи на территории леса располагалась военная база для медицинских исследований.
В 1939 году, в ходе вторжения в Польшу в начале Второй мировой войны, в лесах развернулась битва в борах Тухольских.
Вскоре немецкие войска оккупировали территорию бывшей исследовательской базы и дали ей название Truppenübungsplatz Westpreußen, или Heidekraut.
С августа 1944 года по январь 1945 года, войска СС под командованием Ганса Каммлера и Вальтера Дорнбергера проводили испытания ракеты ФАУ-2. Их группа была эвакуирована в январе 1945 года до того, как войска Красной Армии освободили эту территорию.
После Второй мировой войны лес служил укрытием для многих антикоммунистических партизан.

## Программа «Человек и биосфера»
В июне 2010 года Тухольские боры были выделены в особую территорию в рамках программы ЮНЕСКО «Человек и биосфера». В ключевую зону вошёл Национальный парк «Тухольские боры», а также 25 природных заповедников, расположенных в буферной зоне. В буферную зону вошли региональные ландшафтные парки Тухольский, Вдецкий, Вдзыдзеский и Заборский. Также выделена переходная зона, которая включает город Тухоля и близлежащие районы. Ключевая зона покрывает 78,8 км², а все три зоны вместе 3195 км².